# Pete Quaife
Peter Alexander Greenlaw Quaife (Tavistock, Devon, Inglaterra, 31 de diciembre de 1943-Herlev, Dinamarca, 23 de junio de 2010) fue un cofundador de The Kinks, grupo inglés de música rock en el que también fue bajista entre los años 1963 a 1969.
A mediados de 1966 sufrió un serio accidente automovilístico y fue reemplazado por John Dalton. Regresó en noviembre de ese mismo año para participar en álbumes clásicos como Something Else by The Kinks y The Kinks Are the Village Green Preservation Society. En el año 1969 abandonó definitivamente la banda y fue reemplazado nuevamente por Dalton, quien pasaría a ser un miembro oficial.
Posteriormente formó un grupo llamado "Mapleoak" y en los años 1980 se retiró definitivamente de mundo de la música.
Quaife fue diagnosticado de insuficiencia renal en 1998. Para pasar el tiempo durante las sesiones de diálisis en Canadá, realizó una serie de dibujos animados basados en sus experiencias. Sus dibujos los publicó en un libro llamado The Lighter Side of Dialysis (Jazz Communications, Toronto, 2004). 
En el año 1990 fue incorporado junto a los otros miembros de The Kinks al Salón de la fama del Rock y en 2005 al UK Hall of fame.
Fallece el 23 de junio de 2010 a la edad de 66 años, en su domicilio en Copenhague, Dinamarca,  al parecer por sus problemas renales. Días después, y durante un show en el Festival de Glastonbury, Ray Davies le realizó un homenaje, afirmando que no estaría ahí si no fuera por él.